# Avignon Volley-Ball
L'Avignon Volley-Ball è una società pallavolistica maschile francese, con sede a Avignone. Fondata nel 1961, gioca nel campionato francese di Liga B (seconda Divisione).

## Rosa 2013-2014
| N° | Nome                  | Ruolo | Data di nascita  | Nazionalità sportiva |
| -- | --------------------- | ----- | ---------------- | -------------------- |
| 1  | Mario Garcia Ferrera  | S     | 18 gennaio 1987  | Spagna               |
| 2  | Clément Daniel        | L     | 24 maggio 1991   | Francia              |
| 3  | Thibault Carn         | S     | 12 giugno 1992   | Francia              |
| 4  | Bilal M'Barki         | S     | 7 ottobre 1994   | Francia              |
| 5  | Stanislas Rabiller    | O     | 20 febbraio 1992 | Francia              |
| 7  | Renaud Ventresque     | S/O   | 20 marzo 1988    | Francia              |
| 9  | Gaël Tranchot         | C     | 14 aprile 1994   | Francia              |
| 10 | Diego Santos Pinheiro | C     | 1º maggio 1982   | Brasile              |
| 11 | Quentin Rossard       | P     | 6 novembre 1991  | Francia              |
| 13 | Dylan Davis           | C     | 4 giugno 1991    | Stati Uniti          |
| 14 | Cédric Hominal        | P     | 2 marzo 1984     | Svizzera             |
| 15 | Christopher Suve      | O     | 22 aprile 1992   | Francia              |